# Kabinett Mihály Károlyi

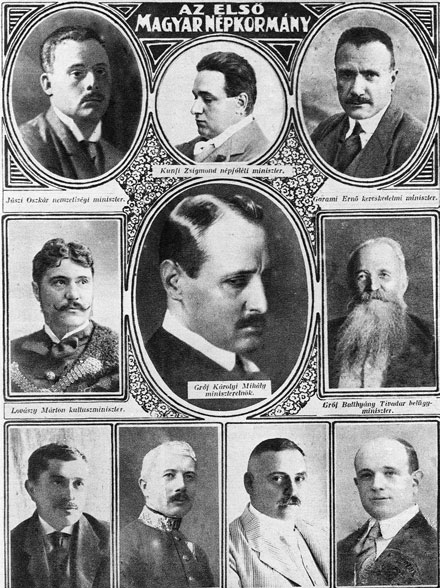
Kabinett Mihály Karolyi

Das Kabinett Mihály Károlyi war von Ende 1918 bis Anfang 1919 für etwas über zwei Monate die Regierung Ungarns. Es wurde am 31. Oktober 1918 vom ungarischen Ministerpräsidenten Mihály Károlyi gebildet und bestand bis 18. Januar 1919. Nach Ernennung Károlyis zum Staatspräsidenten übernahm Dénes Berinkey für wenige Tage das Amt des Ministerpräsidenten.

## Minister
| Amt                                                       | Amtsträger               | Beginn Amtszeit   | Ende Amtszeit     |
| --------------------------------------------------------- | ------------------------ | ----------------- | ----------------- |
| Ministerpräsident                                         | Mihály Károlyi           | 31. Oktober 1918  | 11. Januar 1919   |
| Ministerpräsident                                         | Dénes Berinkey (interim) | 11. Januar 1919   | 18. Januar 1919   |
| Innenminister                                             | Tivadar Batthyány        | 31. Oktober 1918  | 12. Dezember 1918 |
| Innenminister                                             | Vince Nagy               | 13. Dezember 1918 | 18. Januar 1919   |
| Außenminister                                             | Mihály Károlyi           | 31. Oktober 1918  | 18. Januar 1919   |
| Verteidigungsminister                                     | Béla Linder              | 31. Oktober 1918  | 9. November 1918  |
| Verteidigungsminister                                     | Albert Bartha            | 9. November 1918  | 12. Dezember 1918 |
| Verteidigungsminister                                     | Sándor Festetics         | 30. Dezember 1918 | 18. Januar 1919   |
| Finanzminister                                            | Mihály Károlyi (interim) | 31. Oktober 1918  | 25. November 1918 |
| Finanzminister                                            | Pál Szende               | 25. November 1918 | 18. Januar 1919   |
| Justizminister                                            | Barna Buza               | 31. Oktober 1918  | 3. November 1918  |
| Justizminister                                            | Dénes Berinkey           | 3. November 1918  | 18. Januar 1919   |
| Ackerbauminister                                          | Buza Barna               | 31. Oktober 1918  | 18. Januar 1919   |
| Minister für Kultus                                       | Marton Lovászy           | 31. Oktober 1918  | 23. Dezember 1918 |
| Handelsminister                                           | Ernő Garami              | 31. Oktober 1918  | 18. Januar 1919   |
| Minister für Volkswohl und Arbeit                         | Zsigmond Kunfi           | 31. Oktober 1918  | 18. Januar 1919   |
| Minister ohne Geschäftsbereich für nationale Minderheiten | Oszkár Jászi             | 31. Oktober 1918  | 18. Januar 1919   |

## Quelle
- A kormány tagjai 1867-től máig: (Mitglieder der Regierung von 1867 bis heute) im parlamentarischen Almanach (1935)